# Celastranae
Celastranae, biljni nadred u podrazredu Rosidae koji obuhvaća nekoliko redova. Postoji različita podjela ovog nadreda. Po jednom obuhvaća redove Aquifoliales, Asterales, Brassicales, Brexiales, Celastrales, Crossosomatales, Icacinales, Malpighiales, Metteniusales i Parnassiales.
Drugi u nju kalsificiraj redove:
- Aquifoliales Senft
- Brexiales Lindl.
- Celastrales Baskerville; Gušićolike
- Corynocarpales Takht.
- Parnassiales Nakai
- Salvadorales R. Dahlgren ex Reveal